# Octav Onicescu
Octav Onicescu (Botoşani, 20 de agosto de 1892 — Bucareste, 19 de agosto de 1983) foi um matemático romeno.
Foi membro da Academia Romena, fundador da escola romena de teoria das probabilidades e estatística.

## Vida
Nasceu em Botoşani, filho de Vlad Onicescu e Ana. Entrou na Universidade de Bucareste em 1911, onde graduou-se em matemática e filosofia em 1913. De 1914 a 1916 lecionou matemática no ginásio militar do Monastério Dealu, próximo a Târgovişte. De 1916 a 1918 combateu na Primeira Guerra Mundial.
Em 1919 foi estudar geometria na Universidade La Sapienza, onde obteve o doutorado sob orientação de Tullio Levi-Civita. Sua tese, Sopra gli spazi einsteinieni a gruppi continui di transformazione, foi defendida em junho de 1920, lidando com problemas de geometria diferencial relacionados à teoria da relatividade de Albert Einstein, foi defendida perante uma banca de onze matemáticos, dentre os quais Tullio Levi-Civita, Vito Volterra e Guido Castelnuovo.
No outono de 1920 foi para Paris, onde participou dos seminários de Jacques Hadamard no Collège de France. Enquanto em Paris organizou um seminário com outros matemáticos romenos, dentre os quais Petre Sergescu, Şerban Gheorghiu, Alexandru Pantazi e Şerban Coculescu.
Retornou para Bucareste em 1922, iniciando uma carreira universitária de 40 anos. Em 1924 iniciou a lecionar o primeiro curso de nível superior de teoria das probabilidades na Romênia. A partir de 1928 foi professor na Faculdade de Ciências da Universidade de Bucareste, sendo professor catedrático em 1931. Organizou em 1930 a Escola de Estatística e estabeleceu o Instituto de Cálculo, sendo seu diretor durante muitos anos. Em 1936 entrou na Guarda de Ferro.
Foi eleito membro correspondente da Academia Romena em 1933, tornando-se membro efetivo em 4 de fevereiro de 1965. Foi responsável pela seção de teoria da probabilidade do Instituto de Matemática da Academia Romena.

## Legado
Onicescu foi um dos fundadores da Balkan Union of Mathematicians (em 1934) e do International Centre for Mechanical Sciences em Udine (em 1968). 
O museu "Octav Onicescu", fundado em Botoşani em outubro de 1995, preserva seus pertences, incluindo manuscritos, cartas, diplomas, livros, fotografias e condecorações militares.